# 斯蒂洛根站
斯蒂洛根站（英語：Stillorgan）是一個位於愛爾蘭都柏林鄧萊里-拉斯當郡的都柏林轻轨站，在2004年通車，服務地區為桑迪福德和斯蒂洛根。車站與桑迪福德站共同設有一個停车换乘設施，共341個停車位，兩個車站之間只相隔450米。都柏林公車路線11、47、75和116均能到達此站。